# Carlo Ravizzoli
Carlo Ravizzoli (Modena, 28 aprile 1914 – Modena, 13 gennaio 1989) è stato un calciatore italiano, di ruolo attaccante.

## Caratteristiche tecniche
Giocava come ala sinistra; era veloce e dotato di un tiro potente anche se non sempre preciso.

## Carriera
Cresciuto nel Modena, inizia la carriera giocando nel Sassuolo, quindi fu acquistato dal Savoia di Torre Annunziata nel 1932 a campionato in corso restandovi per un triennio. Qui si mise in evidenza totalizzando 24 reti in 68 gare, tanto da essere acquistato dal Modena con cui esordì in Serie B il 15 settembre 1935; realizzò la prima rete tra i cadetti il 6 ottobre nella gara interna contro L'Aquila, e in due campionati con i canarini mise a segno 6 reti in 26 gare disputate, alternandosi nel ruolo di ala sinistra con Pacini e Casadio. Nella sua seconda stagione modenese il suo rendimento fu limitato dal servizio militare, e nel 1937 passò al Catania, rimanendo per un triennio all'ombra dell'Etna; con i siciliani ottenne la promozione in cadetteria nel 1939 dopo due campionati di Serie C. Nel 1940 fu ceduto al Suzzara, in Serie C; a fine campionato, posto in lista di trasferimento, tornò nel Meridione, ingaggiato dalla Scafatese.
Durante la guerra disputò il Campionato Alta Italia 1944 giocando per la Centese; al termine del conflitto proseguì la carriera militando nel Finale Emilia e nel Pro Italia Correggio (in Serie C), e quindi nel Fiorenzuola, nel campionato di Serie C 1947-1948. Nel gennaio 1949 fu ingaggiato dal Piacenza, con cui realizzò 5 reti in 23 partite nel campionato di Serie C concluso con la salvezza degli emiliani. Lasciata Piacenza, disputò la sua ultima stagione nel campionato di Promozione 1949-1950, nelle file del Salsomaggiore.
In totale in Serie B totalizzò 10 reti in 48 incontri (26 nel Modena e 22 nel Catania), oltre ad aver disputato 8 partite nel Campionato Alta Italia 1944.

## Statistiche

### Presenze e reti nei club
| Stagione        | Squadra              | Campionato      | Campionato | Campionato | Coppe nazionali | Coppe nazionali | Coppe nazionali | Altre coppe | Altre coppe | Altre coppe | Totale | Totale |
| Stagione        | Squadra              | Comp            | Pres       | Reti       | Comp            | Pres            | Reti            | Comp        | Pres        | Reti        | Pres   | Reti   |
| --------------- | -------------------- | --------------- | ---------- | ---------- | --------------- | --------------- | --------------- | ----------- | ----------- | ----------- | ------ | ------ |
| 1931-1932       | Sassuolo             | ?               | ?          | ?          |                 |                 |                 |             |             |             | ?      | ?      |
| mag.1932        | Savoia               | PD              | 4          | 0          |                 |                 |                 |             |             |             | 4      | 0      |
| 1932-1933       | Savoia               | PD              | 21         | 9          |                 |                 |                 |             |             |             | 21     | 9      |
| 1933-1934       | Savoia               | PD              | 24         | 8          |                 |                 |                 |             |             |             | 24     | 8      |
| 1934-1935       | Savoia               | PD              | 19         | 7          |                 |                 |                 |             |             |             | 19     | 7      |
| Totale Savoia   | Totale Savoia        | Totale Savoia   | 68         | 24         |                 |                 |                 |             |             |             | 68     | 24     |
| 1935-1936       | Modena               | B               | 16         | 6          | CI              | 4               | 0               |             |             |             | 20     | 6      |
| 1936-1937       | Modena               | B               | 10         | 0          | CI              | 0               | 0               |             |             |             | 10     | 0      |
| Totale Modena   | Totale Modena        | Totale Modena   | 26         | 6          |                 | 4               | 0               |             |             |             | 30     | 6      |
| 1937-1938       | Catania              | C               | ?          | 11         |                 |                 |                 |             |             |             | ?      | 11     |
| 1938-1939       | Catania              | C               | ?          | 10         |                 |                 |                 |             |             |             | ?      | 10     |
| 1939-1940       | Catania              | B               | 22         | 4          | CI              | 2               | 0               |             |             |             | 24     | 4      |
| Totale Catania  | Totale Catania       | Totale Catania  | 22+        | 25         |                 | 2+              | 0+              |             |             |             | 24+    | 25+    |
| 1940-1941       | Suzzara              | C               | 19         | 5          |                 |                 |                 |             |             |             | 19     | 5      |
| 1941-1942       | Scafatese            | C               | 1+         | ?          |                 |                 |                 |             |             |             | 1+     | ?      |
| 1944            | Centese              | AA              | 8          | 1          |                 |                 |                 |             |             |             | 8      | 1      |
| 1945-1946       | Finale Emilia        | C               | ?          | ?          |                 |                 |                 |             |             |             | ?      | ?      |
| 1946-1947       | Pro Italia Correggio | C               | ?          | ?          |                 |                 |                 |             |             |             | ?      | ?      |
| 1947-1948       | Fiorenzuola          | C               | ?          | ?          |                 |                 |                 |             |             |             | ?      | ?      |
| gen.-giu.1949   | Piacenza             | C               | 23         | 5          |                 |                 |                 |             |             |             | 23     | 5      |
| 1949-1950       | Salsomaggiore        | Pr              | ?          | ?          |                 |                 |                 |             |             |             | ?      | ?      |
| Totale carriera | Totale carriera      | Totale carriera | 163+       | 66+        |                 | 6               | 0               |             |             |             | 169+   | 66+    |

## Palmarès

### Club

#### Competizioni nazionali
- Serie C: 1

Catania: 1938-1939